# Limes africano
Per limes africano si intendono almeno sei differenti settori di limes romano lungo il fronte dell'Africa settentrionale. Si trattava del fronte meridionale a difesa dell'Impero romano. Fu il "fronte" più lungo, ma certamente il meno complicato da difendere con i suoi 45 000 armati schierati nel corso dei primi III secoli. Si estendeva da Rabat in Marocco, a Suez sul Mar Rosso in Egitto, e misurava in linea d'aria 4 000 km. Ma la frontiera romana passava a un migliaio di chilometri a sud del Cairo, e il suo percorso da qui fino all'Oceano Atlantico non era per nulla rettilineo.

## Divisione interna dellimes

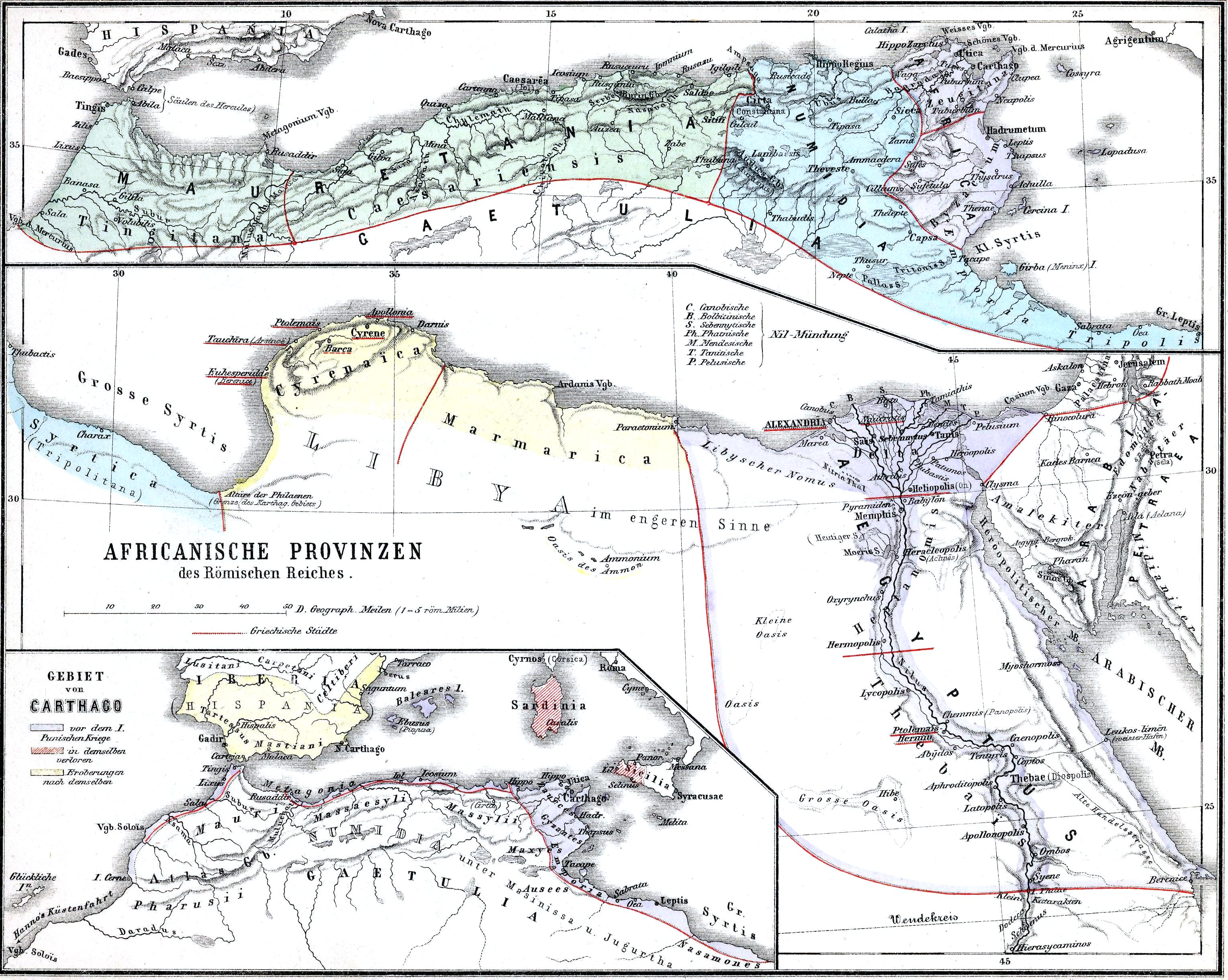
Maggiori dettagli sul limes africanus dell'Impero romano.

Il limes in questione era, a sua volta composto da numerosi sub-settori, che partendo dalle province occidentali fino a quelle orientali, erano:
- la fossa Regia che costituì il primo tratto di limes africanus. Rappresentò per almeno un quarantennio il confine meridionale della provincia romana d'Africa, quando fu costruita al momento dell'annessione di Scipione Emiliano (nel 146 a.C.), con un semplice fossato;
- il limes della Mauretania Tingitana creato dall'imperatore Claudio nel 42 con l'annessione della provincia romana di Mauretania;
- il limes della Mauretania Caesariensis creato dall'imperatore Claudio nel 42 con l'annessione della provincia romana di Mauretania;
- il limes della Numidia creato al termine delle guerre giugurtine nel 105 a.C.[1] con l'annessione dei territori della Numidia orientale a quelli della provincia romana d'Africa;
- il limes dell'Aurès (o fossatum Africae come definito da Jean Baradez), a sud dell'omonimo massiccio montuoso, si trovava tra quello poco sopra citato di Numidia e il successivo Tripolitanus;
- il limes Tripolitanus della omonima regione si estendeva a sud delle due Sirti;
- il limes della Cirenaica creato a partire dall'epoca repubblicana nel 74 a.C. quando la regione fu annessa. Più tardi (nel 27 a.C.) fece parte insieme a Creta di un'unica provincia;
- il limes egiziano creato dall'imperatore Augusto nel 30 a.C. con l'annessione della provincia romana d'Egitto.

## Storia dellimesmeridionale dell'Impero romano
Le difficoltà di difendere tale limes erano da ricercarsi soprattutto nel fatto che si trattava di un sistema di fortificazioni assai discontinue, che si trovavano in paesi dove scarse erano le risorse idriche e di approvvigionamento, come bene sintetizza lo stesso Strabone quasi duemila anni fa:
(Strabone, Geografia, II, 5, 33.)

### Province occidentali africane
Qui sotto andremo ad analizzare il settore occidentale africano, che congiungeva la Mauritania Tingitana (isolata però dalle altre province dai monti del medio Atlante), con la Caesariensis, la Numidia e l'Africa proconsolare (fino alla Tripolitania). Sarà, pertanto, opportuno, prima di effettuare un'accurata analisi della permanenza militare nell'area (con l'elencazione delle campagne militari, delle unità militari che soggiornarono nell'area e delle relative fortificazioni), cominciare con una breve sintesi della storia/formazione delle province sopra elencate.
| EVOLUZIONE DELLE PROVINCE AFRICANE OCCIDENTALI | EVOLUZIONE DELLE PROVINCE AFRICANE OCCIDENTALI | EVOLUZIONE DELLE PROVINCE AFRICANE OCCIDENTALI | EVOLUZIONE DELLE PROVINCE AFRICANE OCCIDENTALI | EVOLUZIONE DELLE PROVINCE AFRICANE OCCIDENTALI | EVOLUZIONE DELLE PROVINCE AFRICANE OCCIDENTALI | EVOLUZIONE DELLE PROVINCE AFRICANE OCCIDENTALI                    | EVOLUZIONE DELLE PROVINCE AFRICANE OCCIDENTALI                    | EVOLUZIONE DELLE PROVINCE AFRICANE OCCIDENTALI |
| ---------------------------------------------- | ---------------------------------------------- | ---------------------------------------------- | ---------------------------------------------- | ---------------------------------------------- | ---------------------------------------------- | ----------------------------------------------------------------- | ----------------------------------------------------------------- | ---------------------------------------------- |
| prima della conquista romana                   | Cartagine                                      | Numidia orientale (Massili)                    | Numidia orientale (Massili)                    | Numidia occidentale (Massesili)                | Numidia occidentale (Massesili)                | Mauretania                                                        | Mauretania                                                        | Mauretania                                     |
| dal 146 a.C.                                   | Africa                                         | Numidia                                        | Numidia                                        | Numidia                                        | Numidia                                        | Mauretania                                                        | Mauretania                                                        | Mauretania                                     |
| dal 105 a.C.                                   | Africa (con annesse parti della Numidia)       | Numidia orientale                              | Numidia orientale                              | Numidia occidentale                            | Numidia occidentale                            | Mauretania                                                        | Mauretania                                                        | Mauretania                                     |
| dal 45 a.C.                                    | Africa Vetus                                   | Africa Nova (ex Numidia orientale)             | Africa Nova (ex Numidia orientale)             | Numidia occidentale                            | IV Coloniae Cirtensium                         | Mauretania orientale (con annessa metà della Numidia occidentale) | Mauretania orientale (con annessa metà della Numidia occidentale) | Mauretania occidentale                         |
| dal 27 a.C.                                    | Africa Proconsolare                            | Africa Proconsolare                            | Africa Proconsolare                            | Africa Proconsolare                            | Africa Proconsolare                            | Mauretania                                                        | Mauretania                                                        | Mauretania                                     |
| dal 41                                         | Africa Proconsolare                            | Africa Proconsolare                            | Africa Proconsolare                            | Africa Proconsolare                            | Africa Proconsolare                            | Mauretania Cesariense                                             | Mauretania Cesariense                                             | Mauretania Tingitana                           |
| dal 193                                        | Africa Proconsolare                            | Africa Proconsolare                            | Africa Proconsolare                            | Numidia                                        | Numidia                                        | Mauretania Cesariense                                             | Mauretania Cesariense                                             | Mauretania Tingitana                           |
| con la riforma di Diocleziano                  | Africa Proconsolare Zeugitana                  | Africa Valeria Bizacena                        | Africa Valeria Bizacena                        | Numidia Miliziana                              | Numidia Cirtense                               | Mauretania Cesariense                                             | Mauretania Sitifense                                              | Mauretania Tingitana                           |
| al momento della divisione dell'impero nel 395 | Africa Proconsolare Zeugitana                  | Africa Bizacena                                | Africa Tripolitana                             | Numidia                                        | Numidia                                        | Mauretania Cesariense                                             | Mauretania Sitifense                                              | Mauretania Tingitana                           |

#### Epoca repubblicana
Il primo limes africano a essere costituito fu quando nel 146 a.C., al termine della terza guerra punica con la distruzione di Cartagine, Scipione Emiliano costruì la cosiddetta fossa Regia a protezione dei confini meridionali della provincia d'Africa appena costituita. Si trattava di un sistema di delimitazione della provincia (allora di 20/25 000 km²) lungo il quale sussistono tuttora diversi cippi di confine, che andava dalla foce dell'attuale Oued el-Kebir, a est di Tabarka (nei testi latini: Thabraca) fino a Thaenae, una decina di chilometri a sud dell'odierna Sfax.

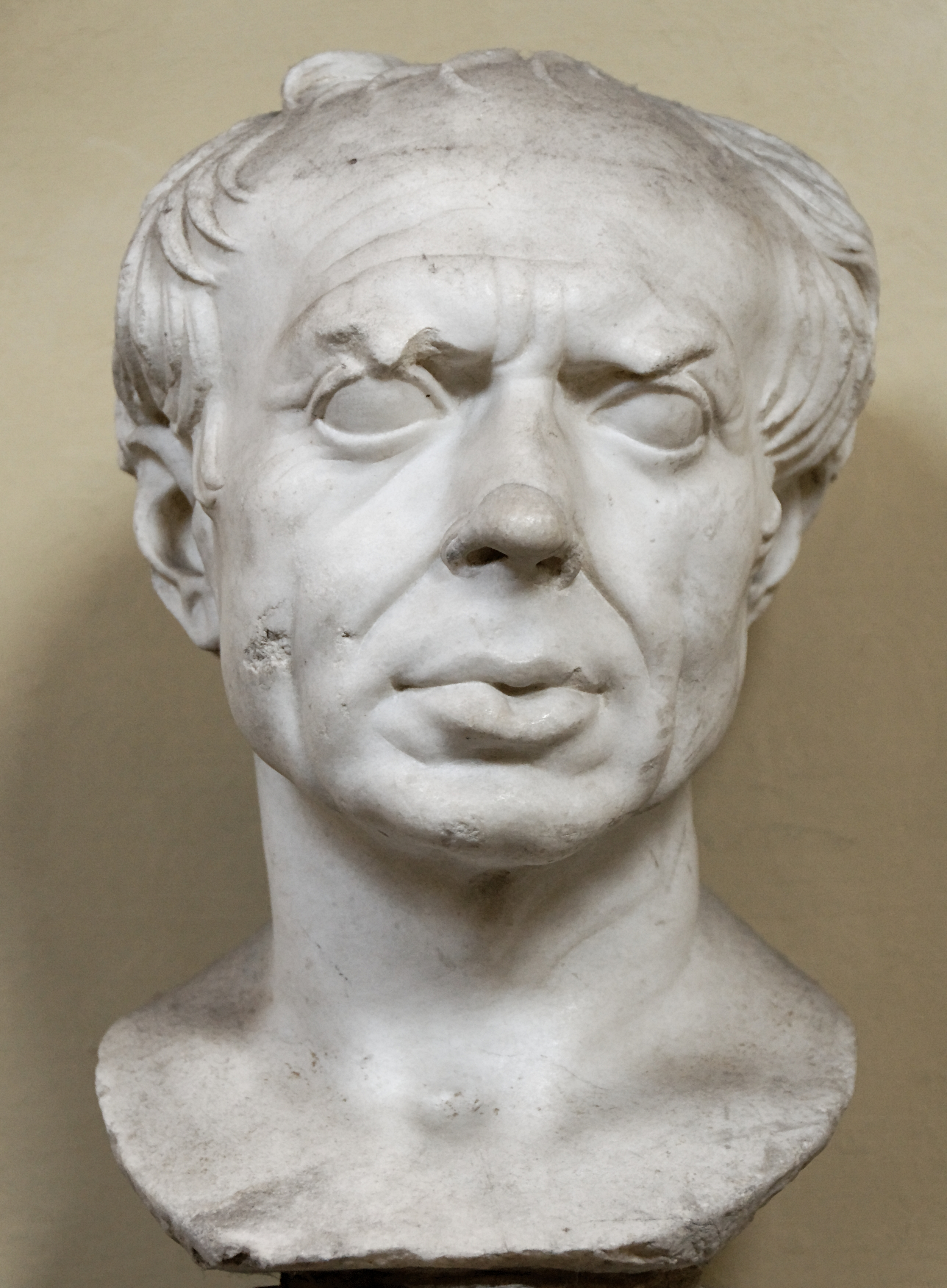
Busto in marmo di Gaio Mario.

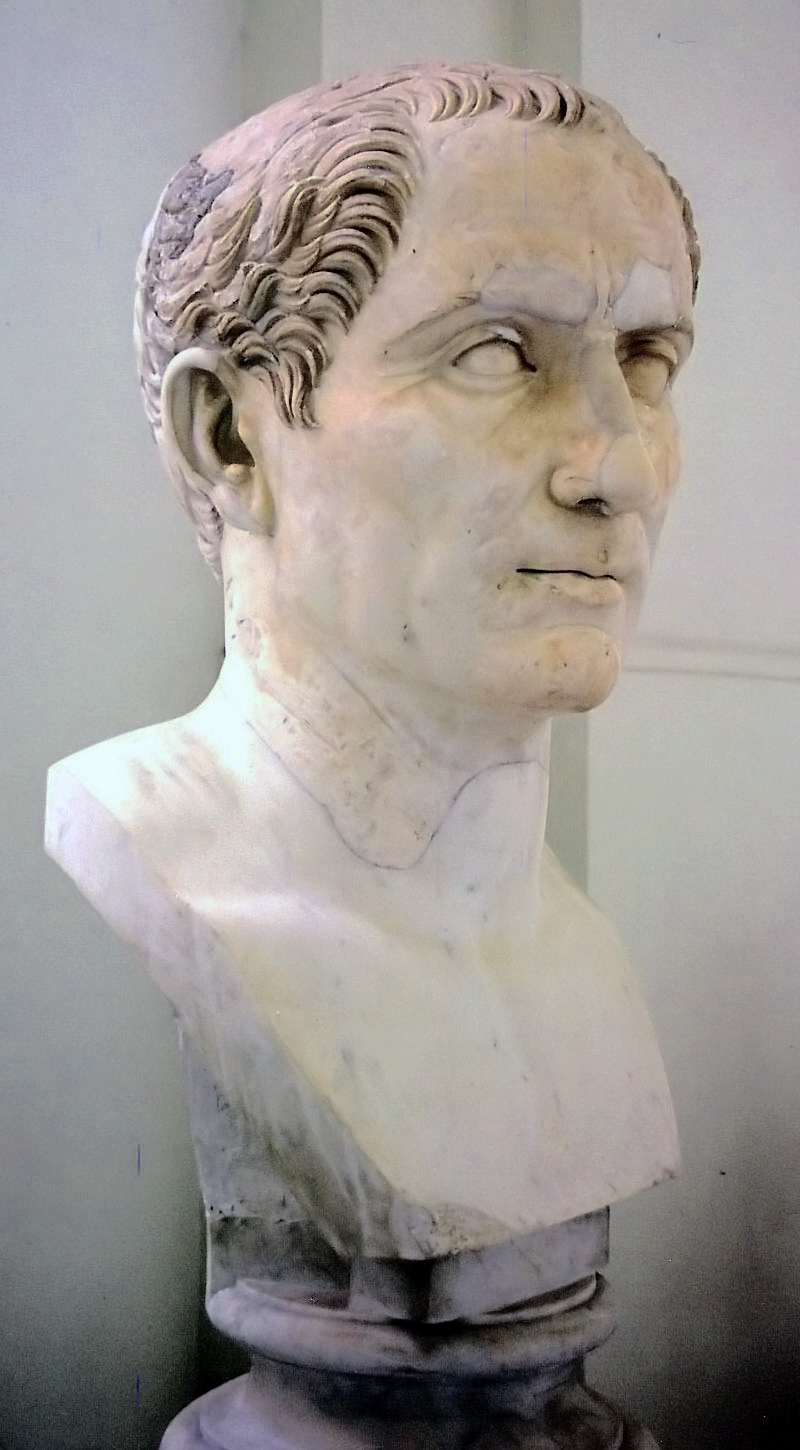
Busto in marmo di Gaio Giulio Cesare.

Alla morte di Micipsa, figlio di Massinissa, una disputa per la successione oppose i suoi figli Aderbale e Iempsale al nipote e figlio adottivo Giugurta. Questa disputa sfociò nelle guerre giugurtine in cui Roma intervenne schierandosi contro Giugurta. Nel 111 a.C. una prima campagna condotta dal console Lucio Calpurnio Bestia non produsse grandi effetti e fu necessaria una nuova campagna, condotta nel 107 a.C. dal console Mario. Il suo luogotenente Silla, grazie all'alleanza con il re di Mauretania Bocco, riuscì a catturare Giugurta nel 105 a.C. La Numidia non venne però annessa interamente alla provincia. Solo le zone orientali e meridionali del regno, quelle che si affacciavano sulle pianure della Medjerda e quelle sul golfo della Piccola Sirte, furono unite all'ager publicus. La città di Leptis Magna, situata in questa regione, ricevette il privilegio della libertà per essersi schierata a fianco di Roma in questo conflitto. Il regno numida, inizialmente nuovamente suddiviso, venne affidato a un fratellastro di Giugurta, Gauda, e proseguì la sua esistenza ancora per qualche decennio, sia pure con il ruolo, di fatto, di protettorato romano. Contemporaneamente il console Caio Mario ottenne nel 103 a.C. per l'esercito dei suoi "proletari" (contadini privi di terre) una legge che concedesse a ogni veterano 252 ettari di terreno nelle regioni che erano state incorporate all'ager publicus dallo sconfitto regno di Numidia, consolidando così la frontiera stessa. Lo stanziamento raggiunse una notevole entità e riguardò tra le 6 e le 10 000 persone, sebbene sul territorio non venisse fondata alcuna colonia.
Durante la guerra civile tra Mario e Silla (88-83 a.C.) l'Africa costituì una roccaforte dei sostenitori di Mario, anche grazie alla presenza di questi veterani del suo esercito. Nell'81 a.C. i seguaci di Mario pur detronizzando in un primo momento il re della Numidia orientale Iempsale, partigiano di Silla, furono poi sconfitti da un'alleanza che comprendeva il re mauro Bocco e il luogotenente di Silla, Pompeo, nell'80 a.C., e Iempsale poté recuperare il trono perduto.
Nel 50 a.C., alla morte di Iempsale, il tribuno cesariano Curione propose l'annessione della Numidia orientale, spingendo il nuovo re Giuba I tra i seguaci di Pompeo. Nel corso della guerra civile tra Cesare e Pompeo, il dittatore romano sbarcò nel 47 a.C. con sei legioni, contando inoltre sull'alleanza con il re di Mauretania e con i Getuli, sottoposti dall'80 a.C. alla giurisdizione dei Numidi. L'anno seguente (nel 46 a.C.), Numidi e pompeiani furono presi tra due fuochi e vennero sconfitti nella battaglia di Tapso. Il re Giuba si suicidò, così come Catone Uticense, capo del partito pompeiano. Cesare poté così riorganizzare i territori africani: il regno della Numidia occidentale fu annesso per metà al regno di Mauretania e per l'altra metà assegnato a Publio Sittio; il regno di Numidia orientale divenne invece una nuova provincia romana: l'Africa Nova. Per contrasto i territori che già in precedenza costituivano la provincia d'Africa preserò allora il nome di Africa Vetus ("Africa vecchia"). Continuando la stessa linea politica di Mario, Cesare ordinò la fondazione di colonie in Africa inviando veterani italici, gallici e africani, a fondare nuove città sulla costa africana. Questa politica gli permise di insediare i suoi veterani, e di dislocare in modo permanente nella regione, ben tre legioni. La morte di Cesare nel 44 a.C. e le ulteriori vicende belliche del secondo triumvirato, tra Marco Antonio, Ottaviano e Lepido contro i cesaricidi, portarono l'Africa riunita, a essere affidata nel 40 a.C. a Lepido, che ne venne tuttavia privato nel 36 a.C. da Ottaviano.

#### Politica augustea nell'Africa occidentale

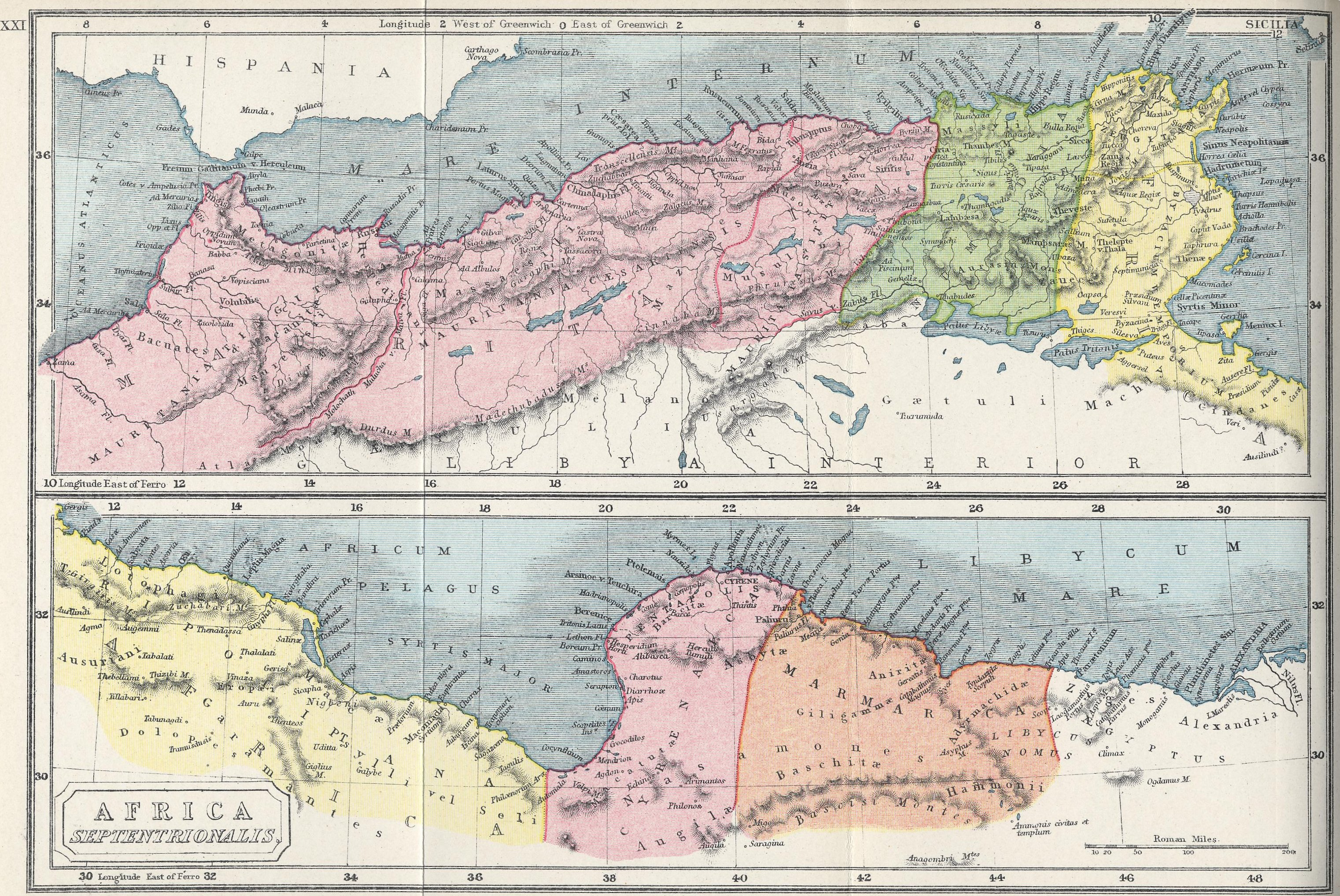
Nelle due mappe sono indicate le province romane di Mauretania Tingitana, Mauretania Caesariensis, Numidia e Africa (sopra), Tripolitania e Cirenaica (sotto).

Numerosi popoli furono combattuti e inglobati all'interno dell'impero romano all'epoca di Ottaviano Augusto, in un periodo compreso tra il 35 a.C. e il 6 d.C., come è bene evidenziato nei Fasti triumphales del periodo:
- Tito Statilio Tauro (console suffecto nel 37 a.C. e poi ancora nel 26 a.C.) ottenne il trionfo il 30 giugno del 34 a.C. ex Africa per i successi ottenuti l'anno precedente contro le popolazioni che gravitavano attorno alla provincia romana;[2]
- stessa sorte toccò al console suffetto del 33 a.C., Lucio Autronio Peto, proconsole d'Africa nel 29/28 a.C., che ottenne un nuovo trionfo il 16 agosto del 28 a.C.;[2]
- anche il console suffetto del 34 a.C., Lucio Sempronio Atratino, proconsole d'Africa nel 22/21 a.C. ottenne il suo trionfo ex Africa il 12 ottobre del 21 a.C.;[2]
- Lucio Cornelio Balbo, partito da Sabrata, occupò la capitale dei Garamanti, Garama, e nel 20 a.C. si addentrò fino al Fezzan. Egli, infatti, in qualità di proconsole d'Africa, condusse un esercito di una decina di migliaia di uomini nel profondo del deserto del Sahara, raggiungendo prima l'oasi di Cydamus (oggi Gadames) dopo una marcia di circa 550 km, piegando poi ad angolo retto verso sud per altri 650–700 km attraverso l'Hamada el-Hamra, e infine riuscendo a occupare i più importanti centri della regione (come Debris e Baracum nell'odierno distretto di Wadi al-Shatii e Tabidium) e la capitale dei Garamanti, Garama (oggi Germa). Da qui potrebbe avere, inoltre, inviato una spedizione esplorativa fino nel Fezzan, forse raggiungendo l'ansa del fiume Niger.[2][3]
- Il console Lucio Passieno Rufo, divenuto governatore della provincia dell'Africa proconsolare, otteneva gli ornamenta triumphalia per avere sconfitto le popolazioni nomade di Getuli e Musulami nel 3-5[4]. È possibile che nel corso di questi eventi, sia stato necessario aumentare il contingente romano della provincia d'Africa a due legioni[5]: vale a dire la legio XII Fulminata, posizionata a Thugga, insieme alla legio III Augusta[6].
- E ancora, nel 5-6, il console Cosso Cornelio Lentulo batteva prima i Musulami e poi i Getuli, ottenendo gli ornamenta triumphalia e il cognomen trasmissibile anche ai figli di Gaetulicus (Getulico)[7].

Nell'Africa Proconsolare fu stanziata in modo permanente con il principato di Augusto una sola legione, che in precedenza aveva la propria sede nell'Africa Nova, la III Augusta, oltre a una coorte distaccata a Cartagine, agli ordini diretti del proconsole, per assicurare la protezione e le funzioni di polizia della città e del suo territorio. Erano inoltre presenti unità ausiliarie, che costituivano la metà degli effettivi.

#### Tiberio e la Mauretania (19-24)
Tra il 17 e il 24 un certo Tacfarinas, che aveva militato per alcuni anni nelle truppe ausiliarie romane, riuscì a riunire intorno a sé una confederazione tribale, i Musulami, alla quale si unirono anche i Getuli stanziati a sud della Proconsolare e a ribelarisi al potere imperiale di Roma. Tacfarinas si alleò, inoltre, con il popolo subsahariano dei Cinithii, insediato nei pressi della piccola Sirte, e con le tribù maure ribelli al re Tolomeo di Mauretania. Ottenne inoltre l'appoggio dei Garamanti, giungendo a circondare completamente i possedimenti romani in Africa. Nel 19-20 l'imperatore Tiberio fu così costretto, a causa degli scarsi risultati ottenuti nella rivolta, a trasferire temporaneamente dalla Pannonia l'intera legio VIIII Hispana, e alcune vexillationes (distaccamenti legionari della legio VIII Augusta Una volta ottenuto il successo finale sugli insorti dopo lunghi anni di guerra (nel 24), grazie all'abilità del generale Cornelio Dolabella, la legio III Augusta fu trasferita ad Ammaedara (dove rimase fino al 75; da qui fu trasferita a Theveste, e infine sotto Traiano a Lambaesis, oggi Lambèse, che divenne il suo definitivo quartier generale a partire dal 100 circa), mentre le altre legioni poterono fare ritorno in Illirico.

#### Il comando militare dell'Africa proconsolare (affidata a unlegatus legionis) e l'annessione della Mauritania tra Caligola e Claudio (40-42 d.C.)
Tra il 37 e il 41 l'imperatore Caligola sottrasse al governatore dell'Africa proconsolare il comando della legione, che venne affidato a un legatus legionis imperiale, nominato direttamente dall'imperatore, facendo sì che l'intero limes provinciale fosse sottoposto al comando militare del legato, non più dipendente dal Senato. Frattanto con la morte, del figlio di Giuba II, Tolomeo, nel 40 la Mauretania passò sotto il controllo diretto di Roma. Dopo avere domato una rivolta delle locali tribù berbere Claudio nel 42 istituì le due nuove province della Mauretania Caesariensis (con capitale Iol-Caesarea, oggi Cherchell) e della Mauretania Tingitana (con capitale prima, probabilmente Volubilis e quindi Tingis, oggi Tangeri), lasciando anche un piccolo presidio navale (Classis Mauretanica). Le due province erano separate dal fiume Mulucha (oggi Muluya), circa sessanta km a ovest dell'attuale città di Orano, mentre alcuni principati indigeni conservarono un'indipendenza di fatto nelle regioni interne montuose. Non erano, infine, previsti stanziamenti di legioni: la difesa era assicurata dagli auxilia, nell'ordine di diverse migliaia. Quando le tribù dell'interno creavano situazioni militari difficoltose per le forze romane in campo, giungevano dalla vicina Numidia distaccamenti della legio III Augusta, detti vexillationes.

#### L'avanzata verso l'Aurés e ilfossatum Africae(100-161)

Il limes africano con le postazioni militari principali (in rosso) delle province occidentali dell'Africa proconsolare e delle Mauritanie.

A partire da Traiano i confini dell'Africa proconsolare si spinsero verso sud e occidente occupando sempre più quei territori che erano appartenuti ai re di Numidia, fino alle alture dei monti dell'Aurès. Furono così costituite due linee fortificate, una a nord e una a sud delle montagne dell'Aurès, presidiate da numerosi forti e fortini (oltre alla fortezza legionaria di Lambaesis) integrata da un fossatum lungo l'intero fronte, con avamposti nel deserto stesso.

#### La creazione dellimes Tripolitanus(da Commodo a Severo)

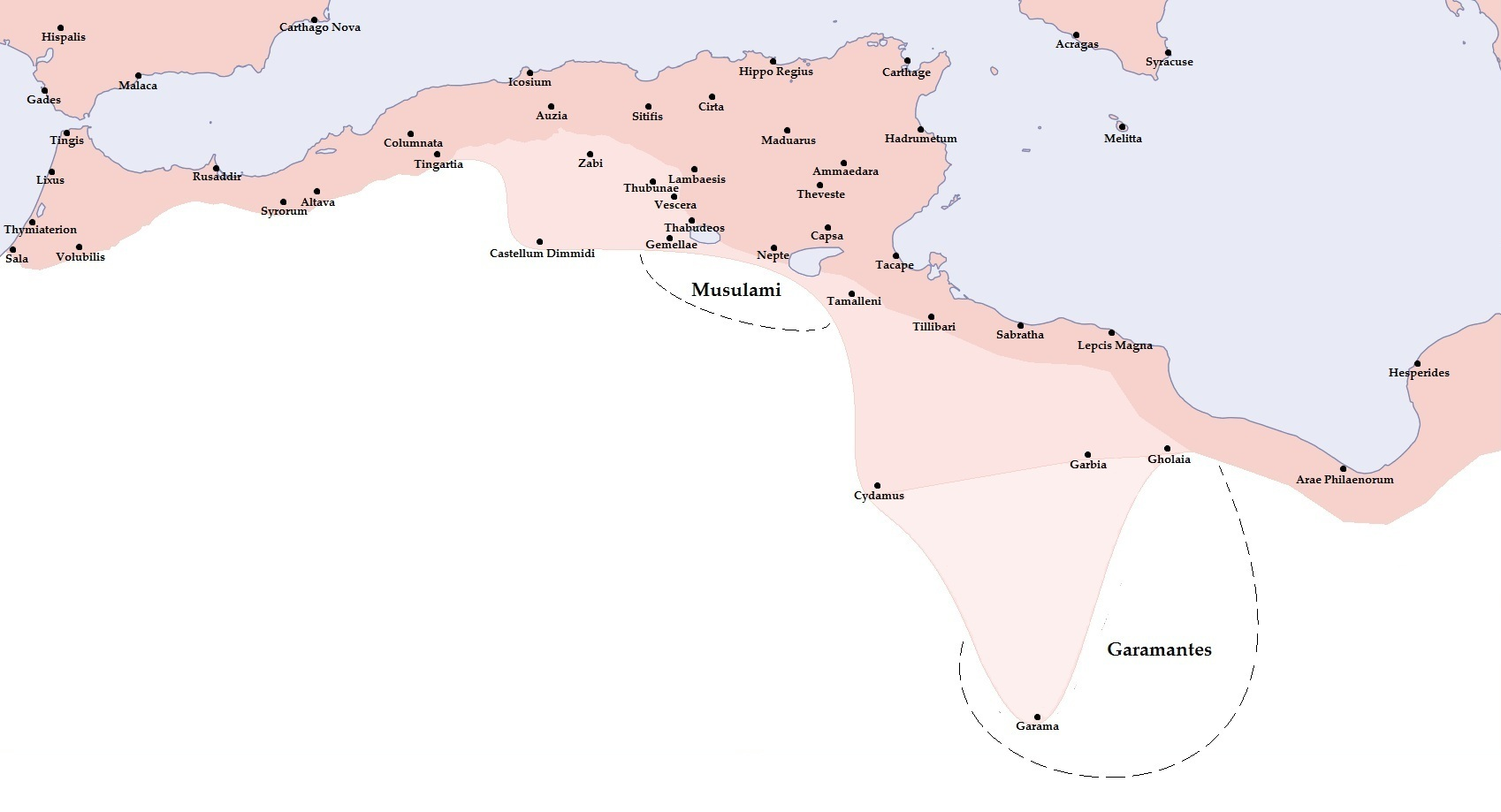
La frontiera africana (marrone scuro) nel tardo I secolo d.C. Settimio Severo ampliò il limes Tripolitanus drasticamente (colore marroncino). Vi fu anche, per un breve periodo, la presenza militare romana nella capitale dei Garamanti Garama nel 203 (marrone chiaro). Gran parte di successi di queste campagne militari si deve al legatus legionis della legio III Augusta, Quinto Anicio Fausto.

L'ultima avanzata di questo tratto di limes occidentale avvenne sia in Numidia (in direzione sud e ovest, in combinazione con un'avanzata di quello della vicina Mauretania Caesariensis verso meridione) sia in Tripolitania. In entrambi i casi fu operato dall'imperatore africano, originario di Leptis Magna, Settimio Severo. Anche i suoi successori, durante il difficile periodo dell'anarchia militare e poi Diocleziano, aggiunsero ulteriori postazioni fortificate al sistema difensivo di questo tratto di limes africano, raggiungendo così nel III secolo la massima espansione romana verso sud.
Per quanto riguarda il limes Tripolitanus fu l'ultimo tratto di limes africanus a essere organizzato. La sua riorganizzazione, cominciata sotto l'imperatore Commodo, vide in Settimio Severo, colui che riuscì a portare l'Impero romano alla sua massima espansione in Africa settentrionale e a rivolgere particolare attenzione al limes di questo settore. Si trattava di un sistema di difese a protezione soprattutto delle tre più importanti città (commerciali) della costa (da cui il nome di Tripolitania): Sabratha, Oea e Leptis Magna.
Identica sorte toccò al tratto di limes della Mauretania, sempre sotto Settimio Severo, sotto il quale fu compiuta un'ulteriore avanzata verso sud nella Caesariensis con la costruzione di una nuova strada militare (munita di forti, fortini e torri di avvistamento; chiamata Nova Praetentura), che da Charef (sul confine con la Numidia) conduceva a Zabi, Aras, Grimidi, Aïn Touta, Boghar (a sud dei monti Titteri), Ain Toukria, Temardjanet, Aioun Sbiba (a sud del massiccio di Quarsenis), Cohors Breucorum, Ala Milairia, Lucu, Kaputtasaccura, Altava, Pomaria, fino a Siga. Andava così creandosi una zona compresa tra le due strade (quella di Traiano e Adriano; e quest'ultima di Settimio Severo), chiamata Nova Praetentura, in cui si realizzava una forma di difesa "in profondità", i cui territori costituivano una zona d'attesa per le popolazioni nomadi o semi-nomadi che si trovavano a sud di questa fascia. Si trattava di un sistema di difesa molto similare, nella sua funzionalità, a quello della Dacia Malvensis del limes Alutanus e Transalutanus.

#### III secolo
Nel corso di questo secolo anche il fronte meridionale fu posto sotto la costante pressione delle popolazioni semi-nomadi africane, soprattutto a partire dalla sua metà. Il settore occidentale, sebbene protetto a sud dalla barriera naturale del deserto del Sahara, fu costretto a difendersi dalla crescente pressione delle genti berbere, per lo più indebolito dalle continue usurpazioni del periodo dell'anarchia militare.
Con l'ascesa al trono nel 238 del governatore d'Africa Gordiano, la legio III Augusta fu sciolta temporaneamente. Tra il 269 e il 270 i generali di Claudio il Gotico combatterono contro la popolazione dei Marmaridi ai confini della provincia d'Africa e della Cirenaica, sconfiggendoli, per poi recarsi nei territori che un tempo appartennero a Cartagine e liberarli dai ribelli. Con la fine del 297 l'augusto Massimiano, partito per la Mauretania, riuscì a debellare una tribù della zona, i Quinquegentiani, che erano penetrati anche in Numidia. L'anno successivo (298) rinforzò le difese della frontiera africana dalle Mauritanie alla provincia d'Africa.

#### Dalla riorganizzazione tetrarchica all'invasione vandalica (III-V secolo)

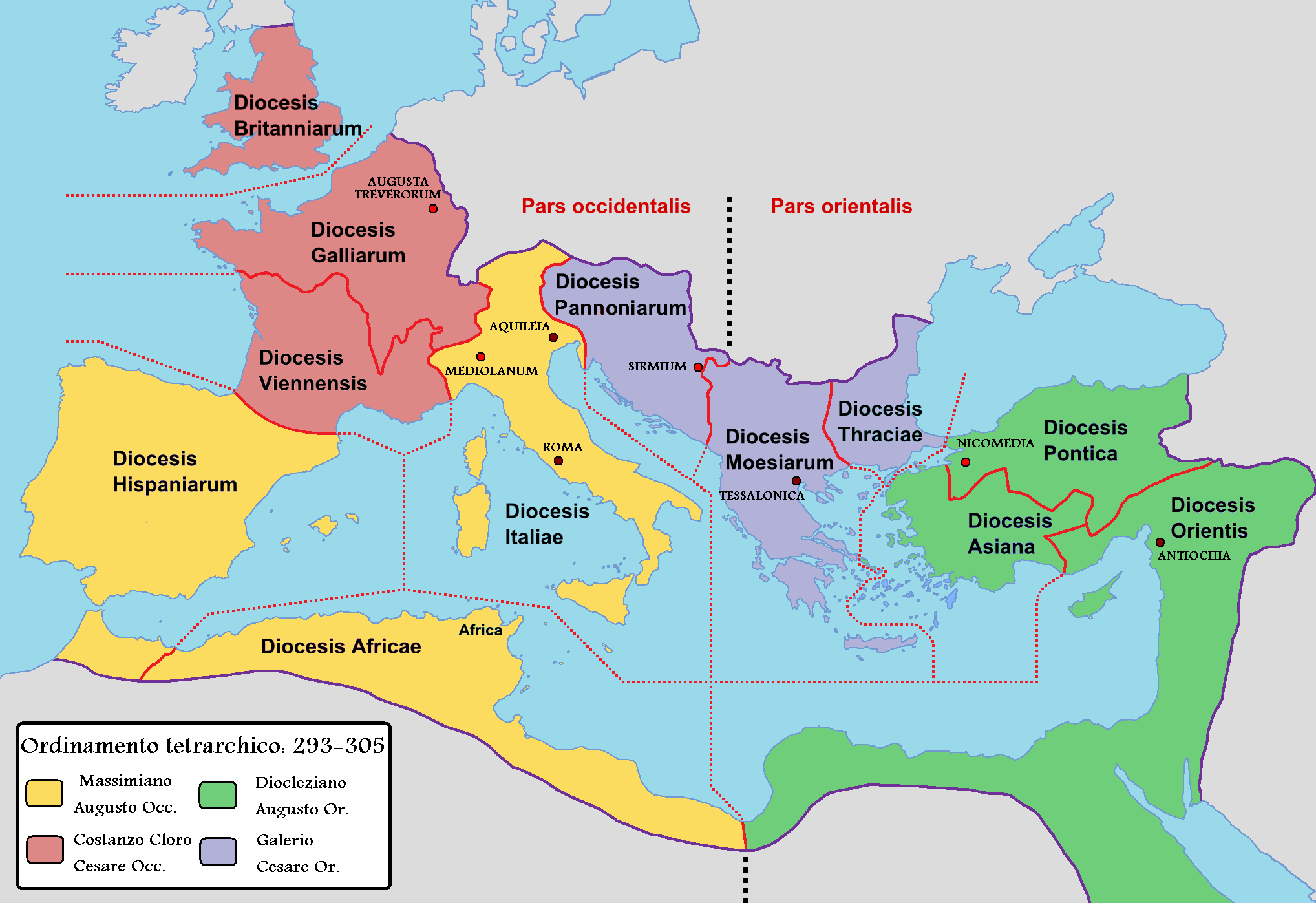
Le 12 diocesi nella nuova divisione tetrarchica dell'impero romano voluta da Diocleziano attorno al 300.

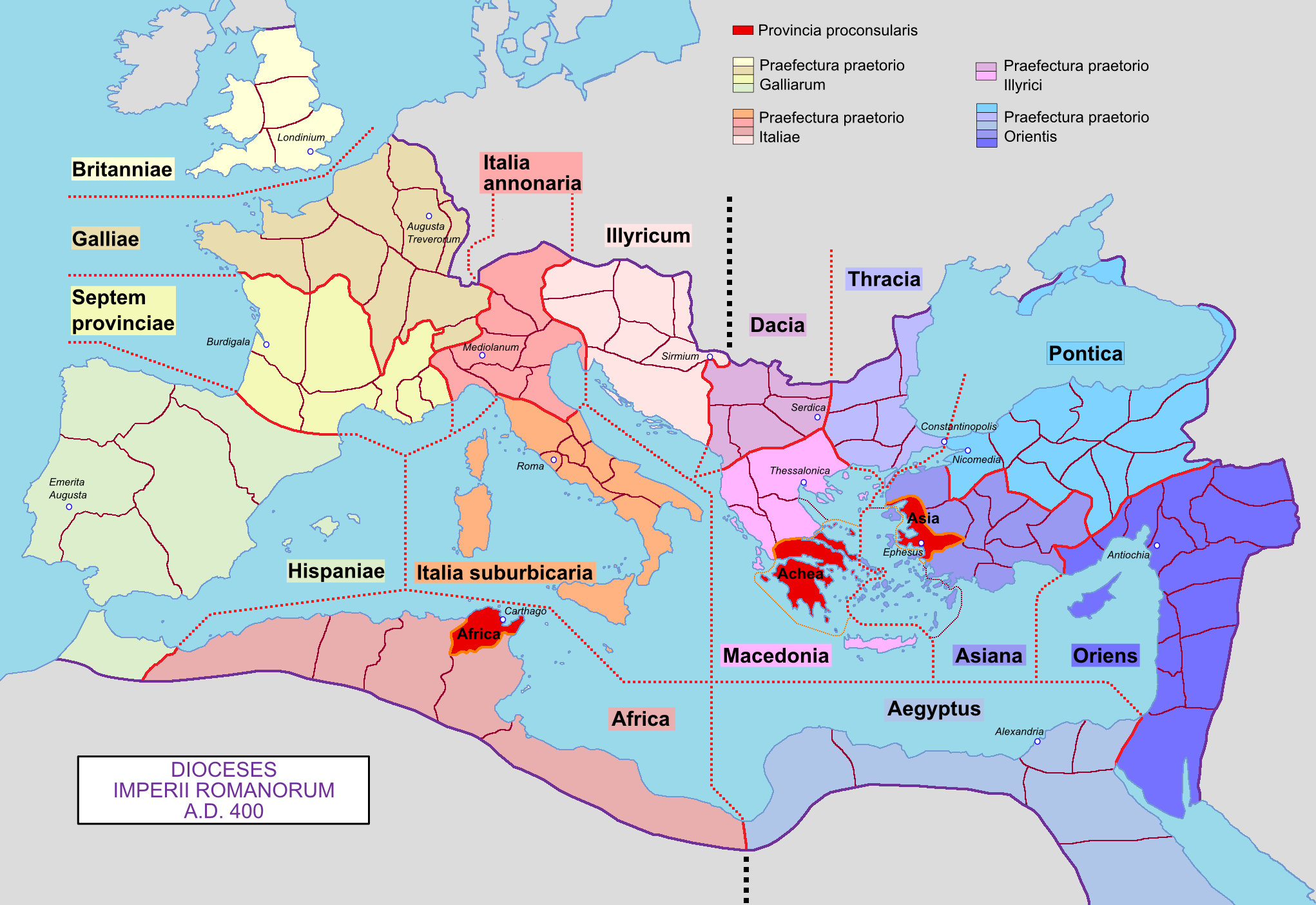
La divisione amministrativa dell'impero in prefetture e diocesi. La cartina, che riproduce la situazione alla fine del IV secolo d.C., mostra la parte occidentale dell'Illirico unita all'Italia, divisione che avvenne solo nel 395 d.C. Al tempo della tetrarchia, l'Illirico non era diviso.

Con l'avvento di Diocleziano al potere l'impero subì una radicale trasformazione interna, soprattutto a livello militare. Diviso in quattro parti (tra due Augusti e due Cesari), fu a sua volta diviso in dodici diocesi, affidate ciascuna a un pretore vicario o semplicemente vicario (vicarius), sottoposto a uno dei quattro prefetti del pretorio. Il vicario controllava a sua volta tutti i governatori delle province (variamente denominati: proconsules, consulares, correctores, praesides). Le truppe stanziate nelle singole diocesi erano, infine, poste sotto il comando di un comes rei militaris, che dipendeva direttamente dal magister militum e aveva alle sue dipendenze i duces ai quali era affidato il comando militare nelle singole province.
Nel caso dell'Africa occidentale essa fu divisa in due parti: la parte più occidentale della Mauretania Tingitana fu posta sotto il vicarius della Diocesi delle Spagne (che a sua volta dipendeva dal Cesare occidentale); tutte le rimanenti province furono poste sotto il vicarius della Diocesi d'Africa (a sua volta dipendente, prima dall'Augusto occidentale e poi dal 293 dalla Prefettura del pretorio d'Italia) che ora comprendeva ben sette province (l'Africa proconsulare zeugitana, la Byzacena, la Mauretania Sitifensis, la Mauretania Caesariensis, la Numidia miliziana, la Numidia cirtense e la Tripolitania.
A questa prima riorganizzazione furono apportate nuove modifiche con Costantino I e i suoi successori fino a Teodosio I, quando avvenne la definitiva divisione dell'Impero romano in pars Occidentalis e pars Orientalis (nel 395) e come ci conferma la Notitia Dignitatum (del 400 circa). Si trattò prima di tutto di introdurre la Prefettura del pretorio delle Gallie per la Tingitana (che dipendeva ancora dalla Diocesi di Spagna), mentre per la Diocesi d'Africa fu posta definitivamente sotto la Prefettura del pretorio d'Italia, dopo che nel 326 era stata creata una provvisoria Prefettura del pretorio d'Africa. Poche furono le modifiche interne alle province, rispetto a quanto aveva creato Diocleziano attorno al 300. La provincia dell'Africa proconsulare zeugitana fu ora chiamata Africa proconsularis, mentre la Numidia miliziana e quella cirtense furono unite nella provincia di Numidia. L'esercito era a sua volta composto da:
- un Numerus intra Tingitaniam[24] che era sottoposto a un Comes Tingitaniae[25][26] a capo di 4 unità o distaccamenti di fanteria[26] e 3 di cavalleria;[27][28]
- un Numerus intra Africam[24] da cui dipendeva il Comes Africae (a capo di 12 unità o distaccamenti di fanteria[26] e 19 di cavalleria[27][28]), il Dux limitis Mauretaniae Caesariensis (a capo di 8 unità o distaccamenti di limitanei[29]) oltre al Dux limites Tripolitani (a capo di 14 unità o distaccamenti di limitanei[25][26][30]).

Questa struttura amministrativo-militare rimase pressoché invariata fino all'invasione delle truppe vandale del 429, quando le orde barbariche si riversarono in Mauritania e conquistarono per prima Caesarea (l'attuale Cherchel). Da qui occuparono la Tunisia e l'Africa proconsolare fino alla Tripolitania. Il dominio di questa stirpe germanica durò per tutto il V secolo fino a quando il generale bizantino, Belisario, nel 533 riconquistò il Nord Africa ai Vandali.

#### Il limes africano bizantino dalla riconquista di Belisario alla caduta dell'Esarcato (534-698)
In seguito alla conquista delle province africane in mano ai Vandali a opera di Belisario, l'Imperatore d'Oriente Giustiniano proclamò la nascita della Prefettura del pretorio d'Africa: la nuova prefettura avrebbe compreso le province di Proconsularis, Byzacena, Tripolitana, Numidia, Mauretania I e II, e Sardinia, e sarebbe stata governata da un prefetto del pretorio risiedente a Cartagine. Per quanto riguarda l'organizzazione del limes, le truppe di frontiera (limitanei) furono distribuite in quattro distretti, ognuno sotto il comando di un dux. Il dux non comandava solo i limitanei, ma anche le truppe mobili, composte da foederati (truppe mercenarie) e gentiles (truppe indigene). Il comandante supremo dell'esercito d'Africa era il magister militum Africae, una carica creata ex novo da Giustiniano dato che prima di allora le truppe romane in Africa erano comandate dal magister militum Italiae.
La difesa del limes africano era organizzata in questo modo: la prima linea di difesa era formata da città fortificate connesse tra di loro per mezzo di piccoli forti; dietro di questa, vi era una seconda barriera, formata da città con guarnigioni più grandi, che dovevano servire da rifugio per gli abitanti delle città di confine in caso di attacco nemico. Vi erano inoltre delle stazioni di frontiera adibite a osservare i movimenti minacciosi dei nemici e ad avvisare (con segnali di fumo di giorno e con segnali di fuoco di notte) gli abitanti dei villaggi vicini dell'arrivo imminente del nemico.
Da Capsa (Gafsa) in Byzacena a Sabi Justiniana e Thamalla in Mauretania Sitifensis la lunga linea di fortezze può essere tracciata intorno ai piedi della catena montuosa dell'Aures. Thelepte, Theveste, Mascula e Bagai, Thamugadi, Lambaesis, Lambiridi, Cellae, e Tubunae erano le stazioni militari avanzate principali, ed erano connesse tra di loro e fiancheggiate da piccoli castelli. Quando i barbari del sud penetravano questa prima linea di difesa, gli abitanti cercavano rifugio in città come: Sufes (Sbiba) e Chusira (Kessera) in Byzacena; in Laribus (Lorbeus), Sicca Veneria (Kef), Tubursicum Bue (Tebursuk), Thignica (Aïn Tunga) in Africa Proconsulare; Madaura (Mdaurech), Tipasa (Tifech), Calama (Guelma), Tigisis (Aïn el‑Borj) in Numidia, alcune tra le città fortificate dell'interno.
Il possesso delle province mauretane era più debole. Giustiniano dotò di mura quasi inespugnabili la città di Septum sullo stretto di Gibilterra. Questa città aveva un'importanza strategica fondamentale data la sua posizione geografica, e il suo comandante doveva ottenere informazioni sugli eventi politici in Spagna e Gallia, e informare di eventuali notizie importanti il suo superiore, il duca di Mauretania.
La nuova amministrazione bizantina dovette affrontare gli attacchi dei Mauri (Berberi), che erano in possesso di gran parte delle Mauretanie (solo alcune città costiere erano in mano bizantina) e non accolsero favorevolmente i nuovi arrivati. Dopo quindici anni di guerre contro i Mauri, l'esercito bizantino sotto il comando di Giovanni Troglita riuscì a porre fine alle incursioni dei Mauri e a pacificare la prefettura d'Africa. Negli anni 580 la prefettura si tramutò in esarcato, sotto il comando dell'esarca di Cartagine, una sorta di viceré che governava l'Africa per conto dell'Imperatore ed era la massima autorità civile e militare dell'esarcato. Nel VI e nella prima metà del VII secolo l'esarcato d'Africa visse un periodo quasi privo di guerre, diventando la regione più tranquilla dell'Impero. Le cose cambiarono quando gli Arabi conquistarono l'Egitto (641) e iniziarono a pianificare la conquista dell'esarcato, che confinava con l'Egitto. Nonostante la resistenza dei Bizantini e dei Mauri, nel 698 gli Arabi conquistarono Cartagine e causarono la fine della dominazione bizantina in Africa.

### Province orientali africane
Qui sotto andremo ad analizzare ora il secondo settore del limes africano, quello orientale (Cirenaica ed Egitto) partendo da una breve sintesi della cronologia della formazione delle province in questione, come abbiamo fatto in precedenza per quelle occidentali (vedi supra).
| EVOLUZIONE DELLE PROVINCE AFRICANE ORIENTALI | EVOLUZIONE DELLE PROVINCE AFRICANE ORIENTALI | EVOLUZIONE DELLE PROVINCE AFRICANE ORIENTALI | EVOLUZIONE DELLE PROVINCE AFRICANE ORIENTALI | EVOLUZIONE DELLE PROVINCE AFRICANE ORIENTALI | EVOLUZIONE DELLE PROVINCE AFRICANE ORIENTALI | EVOLUZIONE DELLE PROVINCE AFRICANE ORIENTALI | EVOLUZIONE DELLE PROVINCE AFRICANE ORIENTALI | EVOLUZIONE DELLE PROVINCE AFRICANE ORIENTALI |                  |
| -------------------------------------------- | -------------------------------------------- | -------------------------------------------- | -------------------------------------------- | -------------------------------------------- | -------------------------------------------- | -------------------------------------------- | -------------------------------------------- | -------------------------------------------- | ---------------- |
| prima della conquista romana                 | Cirenaica (Tolomei)                          | Cirenaica (Tolomei)                          | Egitto (Tolomei)                             | Egitto (Tolomei)                             | Egitto (Tolomei)                             | Egitto (Tolomei)                             | Egitto (Tolomei)                             | Egitto (Tolomei)                             | Egitto (Tolomei) |
| dal 74 a.C.                                  | Cirenaica                                    | Cirenaica                                    | Egitto (Tolomei)                             | Egitto (Tolomei)                             | Egitto (Tolomei)                             | Egitto (Tolomei)                             | Egitto (Tolomei)                             | Egitto (Tolomei)                             | Egitto (Tolomei) |
| dal 30 a.C.                                  | Creta e Cirenanica (unite)                   | Creta e Cirenanica (unite)                   | Egitto                                       | Egitto                                       | Egitto                                       | Egitto                                       | Egitto                                       | Egitto                                       | Egitto           |
| dal 193                                      | Cirenanica (torna scorporata da Creta)       | Cirenanica (torna scorporata da Creta)       | Egitto                                       | Egitto                                       | Egitto                                       | Egitto                                       | Egitto                                       | Egitto                                       | Egitto           |
| con la riforma di Diocleziano                | Lybia superior (orientale)                   | Lybia inferior (occidentale)                 | Aegyptus Iovia                               | Aegyptus Iovia                               | Aegyptus Herculia                            | Aegyptus Herculia                            | Aegyptus Herculia                            | Thebais                                      | Thebais          |
| da Costantino I (324) a Teodosio I (395)     | Lybia superior (orientale)                   | Lybia inferior (occidentale)                 | Aegyptus I                                   | Aegyptus II                                  | Augustamnica I                               | Augustamnica II                              | Arcadia                                      | Thebais superior                             | Thebais inferior |

Aggiungiamo che la difesa della regione in questione, interessò principalmente la valle del fiume Nilo (esigua striscia di terra fertile, rispetto all'area circostante desertica, importante per l'approvvigionamento di grano per la città di Roma), le coste mediterranee che dall'Egitto conducevano a quelle della Cirenaica, alcuni punti d'approdo sul Mar Rosso (come per esempio Berenice), per il commercio con l'estremo Oriente (da cui si importavano spezie e prodotti di lusso) o l'Etiopia (con le sue bestie feroci per i giochi circensi a Roma e nelle province) e infine l'area montuosa del deserto orientale, ricco di miniere d'oro, smeraldi, granito pregiato e porfido.

#### Epoca repubblicana
Nel 96 a.C. Tolomeo Apione, appartenente alla dinastia tolemaica, fu l'ultimo sovrano ellenico della Cirenaica. Alla propria morte decise di lasciare il suo regno in eredità a Roma. I nuovi territori furono però organizzati in provincia solo nel 74 a.C. con l'arrivo del primo legato di rango pretorio (legatus pro praetore), affiancato da un questore (quaestor pro praetore). Si componeva di cinque città, tutte di origine greca, costituenti la cosiddetta Pentapoli cirenaica, vale a dire: la capitale Cirene con il suo porto di Apollonia (oggi Marsa Susa), Teuchira-Arsinoe, Euesperide-Berenice (Bengasi) e Barce-Tolemaide (Al Marj).
Durante la guerra civile tra Cesare e Pompeo la provincia parteggiò per Pompeo. Dopo la morte di Cesare fu assegnata a Cassio e dopo la battaglia di Filippi a Marco Antonio. Quest'ultimo, nell'ambito della sua politica orientale, la assegnò nel 36 a.C. a Cleopatra Selene, la figlia avuta da Cleopatra e tale situazione si protrasse fino alla battaglia di Azio. Questo primo periodo, dall'istituzione della provincia, fu probabilmente tranquillo e sembra che la frontiera non subì particolari modifiche, tanto che vi sarebbero dubbi sulla consistenza della guarnigione a sua protezione.

#### Augusto, l'Egitto e la Cirenaica
| Augusto: denario                              | Augusto: denario                                                |
| --------------------------------------------- | --------------------------------------------------------------- |
|                                               |                                                                 |
| CAESAR COS VI, testa di Augusto verso destra; | AEGYPTO CAPTA, un coccodrillo con la bocca aperte verso destra. |
| Argento, 3,83 g; coniato nel 29-27 a.C.       |                                                                 |

Mappa dell'antico Egitto all'epoca romana.

Una volta ottenuto il successo determinante ad Azio (31 a.C.), e dopo la successiva morte del rivale Marco Antonio, Ottaviano rimase il padrone incontrastato di Roma. Egli istituì la provincia d'Egitto nel 30 a.C. subito dopo la conquista del paese e le morti di Cleopatra e Cesarione. L'Egitto divenne così parte dell'Impero romano, in qualità di provincia imperiale (fu anzi la prima provincia imperiale propriamente detta) governata da un prefetto scelto dall'Imperatore nell'ordine equestre: il praefectus Alexandreae et Aegypti. Venne inoltre istituita in questi anni la Classis Alexandrina. Pochi anni più tardi (nel 27 a.C.), nell'ambito della riforma dell'amministrazione provinciale, Ottaviano (ora Augusto) riunì Creta e Cirene in un'unica provincia senatoria, governata da un proconsole di rango pretorio, con capitale Gortina, nell'isola di Creta.
A questi eventi seguirono numerose campagne militari di pacificazione del fronte africano orientale, attraverso le quali furono combattute e inglobate numerose popolazioni all'interno dell'Impero romano, in un periodo compreso tra il 29 a.C. e l'1 d.C., come è ricordato anche nei Fasti triumphales del periodo:
- Il primo prefetto d'Egitto, Cornelio Gallo, dovette reprimere un'insurrezione nel sud della provincia e condurre un esercito a sud per stabilire un protettorato (una sorta di “zona cuscinetto”), sulle terre comprese tra la prima e la seconda cataratta del Nilo (nel 29 a.C.). Alla fine della campagna militare il prefetto pose la frontiera meridionale a Syene (Assuan) e affidò a un tyrannus la Nubia settentrionale (la regione detta Triakontaschoinos) che si estendeva per trecento km a sud (fino quasi a Wadi Halfa).[35]
- Elio Gallo esplorava l'Arabia Felix fino al regno di Saba, nel 25-24 a.C. conducendo un esercito di 10 000 armati fino alla città di Ma'rib (nell'attuale Yemen), lungo le rotte per l'India. E sempre questo stesso anno, l'assenza del Praefectus Alexandreae et Aegypti, impegnato nella penisola arabica, permise che un'invasione del fronte meridionale distruggesse i forti di Siene, Elefantina e File, posti a difesa del confine meridionale della provincia.[36]
- Gaio Petronio si spingeva a sud fino in Etiopia (nel 22-21 a.C.), e qui batteva il popolo dei Nubiani nei pressi di Napata, non riuscendo però a occupare la capitale Meroe. La spedizione si risolse con un parziale successo: i Nubiani furono sufficientemente scoraggiati dal compiere nuove incursioni nella vicina provincia d'Egitto. Memore dell'invasione che la provincia egiziana aveva dovuto subire pochi anni prima, lasciò a guardia dei confini meridionali un'unità ausiliaria di cinquecento armati nella fortezza collinare di Primis (Qasr Ibrim) a circa 200 km a sud di Syene e assorbì la regione chiamata Dodecascheno portando la frontiera fino a Hiera Sykaminos (che qui rimase fino a Diocleziano).[37]
- Il proconsole Publio Sulpicio Quirinio batté il popolo dei Nasamoni costringendoli a pagare un tributo, e quello dei Marmaridi[38] a sud della provincia di Creta e Cirene attorno al 2 a.C.-1. In seguito a queste operazioni le legioni III e XXII presero l'appellativo di Cyrenaica[39].

La forza militare dislocata nella provincia nilotica al tempo di Augusto era composta da tre legioni, nove coorti di fanteria ausiliaria (tre delle quali erano ad Alessandria; altre tre ad Assuan (posizionate a Siene stessa, Elefantina e File, dove rimasero almeno fino a Traiano, se non fino al III secolo) a protezione del fronte meridionale, facendo dei Kushiti una popolazione tributaria di Roma; le restanti tre lungo il fronte orientale, almeno fino alla conquista della provincia d'Arabia nel 105/106, divise tra Pelusium, Arsinoe, Ostracine o Al-Arish ) e tre alae di cavalleria; a informarci è un noto passo di Strabone, dal quale apprendiamo che le legioni erano stanziate rispettivamente a Nicopoli (nei pressi di Alessandria d'Egitto), a Babylon (presso l'odierno Il Cairo) e a Tebe o nella vicina Copto. Le legioni erano certamente la legio III Cyrenaica, la legio XXII Deiotariana e forse, ma non è certo la legio XII Fulminata. Forse a opera dello stesso Augusto, certamente prima del 23, le legioni vennero portate a due (legio III Cyrenaica e la legio XXII Deiotariana). Nella vicina Cirenaica sembra invece vi fossero solo pochi distaccamenti ausiliari a difesa della provincia.

#### Dai Giulio-Claudi ai Severi
In vista della progettata spedizione in Etiopia di Nerone (anche se mai realizzata, il cui obbiettivo era di annettere il regno meroitico), venne ammassato in Egitto un cospicuo contingente, che comprendeva, oltre alle due legioni ancora presenti in Egitto, anche vexillationes delle legioni XII Fulminata e XV Apollinaris, oltre a 2 000 uomini di truppe ausiliarie libiche, dopo che una spedizione preliminare di exploratores si era spinta fino a Meroe e poi fino al Sudd (regione paludosa formata dal Nilo nella zona meridionale del Sudan). Dal regno di Nerone in poi, l'Egitto conobbe un'era di prosperità che durò circa un secolo, sebbene vi siano stati alcuni scontri con le popolazioni nomadi della regione meridionale (come durante i primi anni di regno di Domiziano contro i Kushiti; oppure al tempo di Adriano, quando furono respinte delle incursioni di Trogoditi, lungo la costa del Mar Rosso). I maggiori problemi incontrati riguardarono i conflitti religiosi sorti tra Greci ed Ebrei, in modo particolare ad Alessandria, che in seguito alla distruzione di Gerusalemme nel 70 divenne il centro mondiale della religione e della cultura ebraica. Sotto Traiano vi fu una seconda rivolta ebraica, sfociata nella repressione degli Ebrei di Alessandria, tanto da coinvolgere una nuova legione nell'area, la legio XV Apollinaris.
Al tempo dell'imperatore Domiziano (attorno all'85-86), il popolo tributario dei Nasamoni (che si trovava a sud della costa africana tra la Cirenaica e Leptis Magna) si ribellò, portando distruzione e sconfiggendo lo stesso legatus legionis della III Augusta, un certo Cneo Suellio Flacco, che era andato loro incontro. Avendo però questi ultimi trovato tra il bottino stesso della legione, oltre ai viveri anche del vino, si ubriacarono compromettendo il successo iniziale, poiché Flacco li assalì e li annientò tutti, tanto che Domiziano, esaltato da ciò, poté dire davanti al Senato: "Ho impedito ai Nasamoni di esistere".
La legio III Cyrenaica fu trasferita nella nuova provincia di Arabia verso il 127, mentre sembra che la legio XXII Deiotariana potrebbe essere stata distrutta o seriamente decimata nella terza guerra giudaica del 132-135, sebbene non vi siano prove certe di un coinvolgimento della legione negli avvenimenti della sommossa di Simon Bar Kokheba. Almeno dal 128, se non prima, con lo stanziamento a Nicopoli della legio II Traiana Fortis, l'exercitus in Egitto fu ridotto a una sola legio.
La riduzione delle legioni non deve trarre in inganno: alla diminuzione di forze legionarie corrispose un aumento di forze ausiliarie. Se infatti reali pericoli esterni non ve ne furono, la situazione interna vide al contrario il progressivo aumento di tensioni sociali, dal brigantaggio nella chora, sino ad aperte ribellioni, come nel caso della rivolta giudaica del 115-117 o della sommossa dei Bukoloi del 172, durante il principato di Marco Aurelio, a causa dell'eccessiva tassazione.

#### III secolo
Nel corso di questo secolo assai turbolento il settore orientale del fronte meridionale fu posto non solo sotto il costante attacco delle popolazioni semi-nomadi africane, soprattutto a partire dalla metà del secolo, ma vi furono anche usurpazioni al potere centrale romano che determinarono grande destabilizzazione del potere centrale nell'area.
261-262l'allora prefetto d'Egitto, Mussio Emiliano, riuscì a cacciare le tribù berbere dei Blemmi, che avevano invaso la Tebaide, pur facendosi procalmare imperatore dall'esercito d'Egitto, finché il legato di Gallieno, Aurelio Teodoto, non lo sconfisse.
269-272Zenobia, regina di Palmira, invase e conquistò l'Egitto staccandolo dal potere centrale di Roma. Fu solo nel 272 che Aureliano pose fine alla rivolta con la definitiva sconfitta delle armate palmirene.
279-280L'imperatore Marco Aurelio Probo dovette affrontare attraverso i suoi generali, un'invasione di Blemmi in Egitto, i quali avevano occupato e reso schiave le città di confine di Copto e Tolemaide.
298La rivolta scoppiata in Egitto e diretta da Lucio Domizio Domiziano fu soffocata nel sangue sotto Diocleziano. Al termine della quale fu ripristinata la circolazione lungo le coste del Mar Rosso, ma furono abbandonati i territori del Dodecascheno e affidati ai Nobati, come federati contro i Blemmi, e per entrambi fu versato un tributo in oro. La frontiera meridionale tornava così, dopo oltre tre secoli, a Syene.

#### Dalla riorganizzazione tetrarchica alla dominazione bizantina (IV-VII secolo)

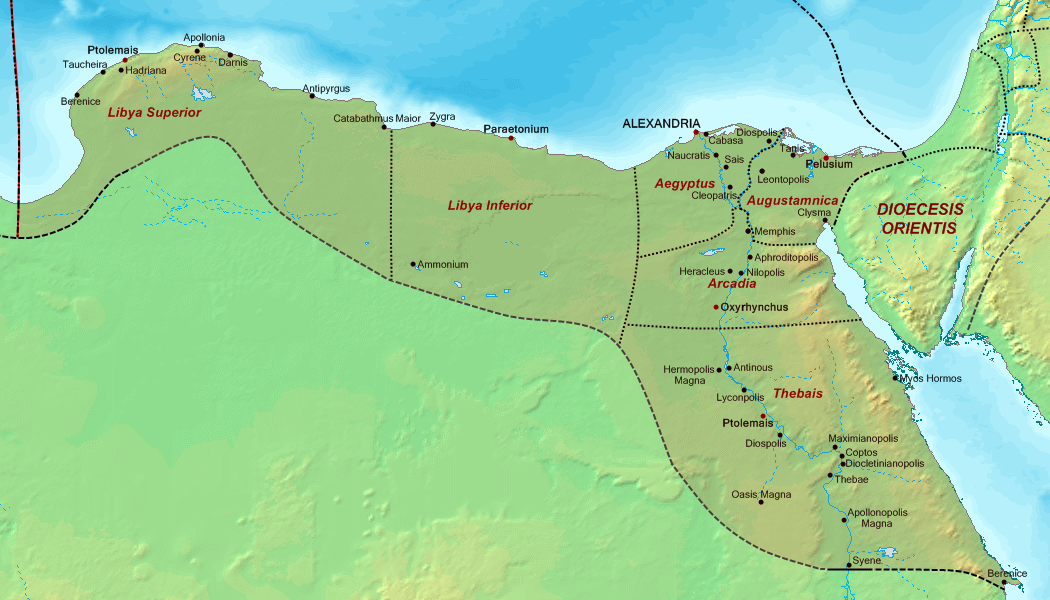
La diocesi d'Egitto nel 400, ai tempi della Notitia dignitatum.

Con l'avvento di Diocleziano al potere anche il fronte orientale africano subì una radicale riorganizzazione. Questo fronte rimase unita e posta sotto il vicarius della Diocesi d'Oriente, che a sua volta dipendeva dall'Augusto d'Oriente e comprendeva cinque province: l'Aegyptus Herculia, l'Aegyptus Iovi, la Tebaide, la Libia superiore e la Libia inferiore.
A questa prima riorganizzazione furono apportate alcune modifiche da Costantino I e dai suoi successori fino a Teodosio I, quando avvenne la definitiva divisione dell'Impero romano in pars Occidentalis e pars Orientalis (nel 395) e come ci conferma la Notitia Dignitatum (del 400 circa). Si trattava prima di tutto di introdurre la Prefettura del pretorio d'Oriente da cui dipendeva ora la nuova Diocesi d'Egitto. Le province erano invece state aumentate a ben nove: l'Aegyptus I, l'Aegyptus II, l'Augustamnica I, l'Augustamnica II, l'Arcadia d'Egitto, la Thebais Superior, la Thebais Inferior, la Libia superiore e la Libia inferiore.
L'esercito era a sua volta comandato da un Magister militum praesentalis, che a sua volta controllava due duces per l’Egitto e un comes. Si trattava di:
- un Dux Thebaidos, a capo di ben 42 unità o distaccamenti di unità;[61]
- un Dux Libyarum, a capo di un imprecisato numero di unità, come risulta dalla parte mancante della Notitia Dignitatum in Oriente (la n. XXX);
- un Comes limitis Aegypti,[60] a capo di ben 31 unità o distaccamenti di unità.[62]

Questa struttura amministrativo-militare rimase pressoché invariata almeno fino a Giustiniano I.
Sappiamo, inoltre, che un certo Flavio Abinneo, che comandava la guarnigione di Dionysias nel Fayyum, scortò una delegazione di Blemmi, alla presenza di Costantino I a Costantinopoli. Poco più tardi però (attorno al 346), i Blemmi invasero la parte meridionale della provincia, ripetendo queste incursioni anche nel 378, nel 399 e nel 406, tanto che Olimpiodoro di Tebe, visitando Talmis, Primis, Phoinokon e Chiris, non fece altro che constatare che erano tutti siti in mano ai Blemmi. Stessa sorte toccò al fronte delle due Libie, a partire dal 390, quando furono sottoposte a continue incursioni da parte delle genti berbere della regione. Nel periodo 395-410 gli Austuriani invasero la Cirenaica ripetutamente e ancora nel 449, come ci racconta Sinesio di Cirene, contemporaneo agli accadimenti.